# ديفيد ت. فيشر
ديفيد ت. فيشر David T. Fischer (مواليد 1946)، هو بائع سيارات أمريكي ويشغل حاليا منصب سفير الولايات المتحدة لدى المغرب، وقد أدى اليمين في 16 يناير 2020. تم ترشيحه من قبل الرئيس دونالد ترامب في نوفمبر 2017، وبدأ جلسة إقرار تعيينه في لجنة العلاقات الخارجية بمجلس الشيوخ في أغسطس 2018. 
كان فيشر رئيس مجلس الإدارة والرئيس التنفيذي لمجموعة سوبربان، وهي وكالة لبيع السيارات في تروي بولاية ميشيغان. يحتل هذا النشاط التجاري المرتبة السادسة عشرة بين أكبر وكلاء السيارات في الولايات المتحدة استنادًا إلى الوحدات المباعة، وفقًا لتصنيف عام 2018 من قبل أخبار السيارات. إلى جانب ذلك، شغل منصب الرئيس الفخري لمعرض أمريكا الشمالية الدولي للسيارات.

## الحياة المبكرة والوظيفة
ولد فيشر عام 1946 في ديترويت. يمتلك والده سوبربان أولدزموبيل، وهو تاجر سيارات في تروي. التحق بكلية بارسونز حيث درس إدارة الأعمال وتخرج منها عام 1968. بعد تخرجه، أصبح مستشارًا للخدمة في وكالة والده التي تولى المسؤولية عنها في عام 1978 استقال من منصبه كرئيس ومدير تنفيذي للشركة عندما أكده مجلس الشيوخ في 19 ديسمبر 2019. تولى هذا الدور ابنه ديفيد فيشر الابن. 
يقيم فيشر في بلومفيلد هيلز بولاية ميشيغان مع زوجته جينيفر. لديهم ثلاثة أبناء وعشرة أحفاد.
وقد تبرع للعديد من المرشحين الجمهوريين ، بما في ذلك دونالد ترامب، وجون ماكين ، وبول رايان ، وتود يونغ ، وماركو روبيو ، وجيب بوش . 

## روابط خارجية
- موقع سفارة أمريكا بالرباط المغرب